# Biosphärenreservat Niedersächsisches Wattenmeer

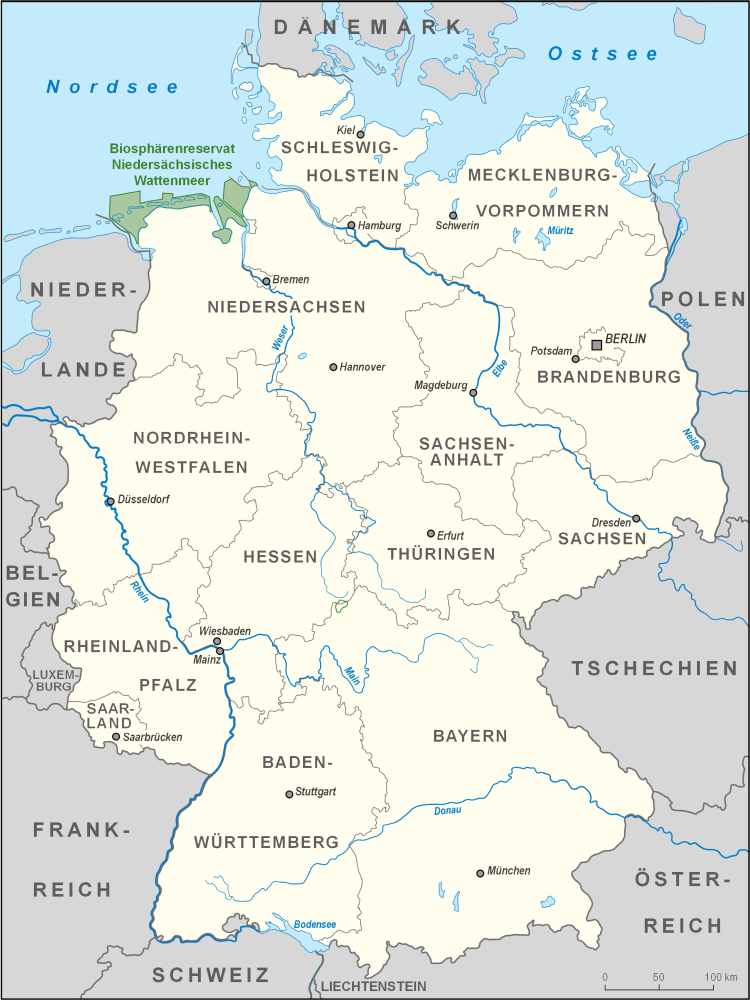
Lage des Biosphärenreservats Niedersächsisches Wattenmeer

Das Biosphärenreservat Niedersächsisches Wattenmeer zwischen Elbmündung und niederländischer Grenze besteht seit 1992 und entspricht flächenmäßig und bezüglich der Schutzziele dem Nationalpark Niedersächsisches Wattenmeer.
Die Anerkennung als Biosphärenreservat wertete den bereits seit 1986 bestehenden deutschen Nationalpark zusätzlich auf, da er seither gemäß dem UNESCO-Programm man and biosphere unter internationalem Naturschutz steht. Zuständig für die Betreuung und die nationalen Angelegenheiten des Biosphärenreservates ist die Nationalpark-Verwaltung.